# Sukadamai (Tebing Tinggi)
Sukadamai is een bestuurslaag in het regentschap Tanjung Jabung Barat van de provincie Jambi, Indonesië. Sukadamai telt 1572 inwoners (volkstelling 2010).